# Gouvernement Jeholet
Gouvernement de la Communauté française
Demotte III Degryse
Le gouvernement Jeholet est le gouvernement de la Communauté française (de Belgique) dirigé par le libéral Pierre-Yves Jeholet entre le 17 septembre 2019 et le 16 juillet 2024. Mis en place à la suite des élections régionales de 2019, ce gouvernement est composé d'une coalition arc-en-ciel (PS-MR-Ecolo). Ce gouvernement marque ainsi la fin de 15 années de pouvoir ininterrompu du cdH en Communauté française, ce dernier se retrouvant dans l'opposition pour la première fois depuis 2004 ; le MR est quant à lui de retour au pouvoir après avoir passé 15 ans dans l'opposition.
Confronté à la pandémie de coronavirus de 2019-2020, le gouvernement obtient les pouvoirs spéciaux le 17 mars 2020 pour une durée de six mois maximum afin de lutter contre la maladie. 
L'une des particularités de ce gouvernement est que les écologistes ne sont pas numériquement nécessaires pour obtenir une majorité, entraînant des doutes quant à la possibilité d'Ecolo de peser dans les décisions du gouvernement.
La présence de Pierre-Yves Jeholet à la tête de ce gouvernement a également surpris, Jeholet étant connu pour avoir déclaré qu'il souhaitait la disparition de la Communauté française.

## Formation du gouvernement

### Retrait du cdH et du PTB
Les élections régionales de 2019 voient la défaite électorale du PS, du MR, de DéFI et du cdH (ce dernier n'étant plus que le cinquième parti de Wallonie et le sixième de Bruxelles) ainsi que la victoire d'Ecolo et du PTB. La nouvelle composition du Parlement de la Communauté française empêche la reconduction de la majorité du gouvernement Demotte III (PS-cdH). Le 5 juin, le cdH déclare qu'il restera dans l'opposition à tous les niveaux de pouvoir à la suite de ses mauvais résultats électoraux, réduisant les possibilités de coalitions.
Les discussions menées pour former le nouveau gouvernement de la Communauté française se tiennent en parallèle de celles pour former le nouveau gouvernement wallon. Le PS étant le premier parti de Wallonie, c'est lui qui dirige les discussions pour former un nouveau gouvernement. Le premier choix des socialistes est de former une majorité "progressiste" constituée du PS, d'Ecolo et du PTB. Le PTB quitte cependant la table des négociations dès le 11 juin, considérant qu'il ne pourra pas obtenir la politique de rupture qu'il réclame avec le PS. Malgré les protestations des socialistes (ces derniers affirmant que les discussions n'ont même pas eu le temps de commencer et proposant à plusieurs reprises aux marxistes de revenir à la table des négociations), le PTB refusera de discuter à nouveau avec les négociateurs.

### La note "coquelicot"
Les retraits du cdH et du PTB mettent le PS dans une situation délicate : le MR, parti lourdement critiqué par les socialistes pour sa politique menée au gouvernement fédéral, est désormais rendu indispensable pour former une majorité. La bipartite PS-MR est alors la coalition numériquement la plus évidente, mais elle est très impopulaire, tandis qu'une tripartite PS-MR-Ecolo ne permet guère aux écologistes de peser sur les décisions, ces derniers n'étant pas nécessaires pour former une majorité.
Jean-Marc Nollet, co-président d'Ecolo, propose le 17 juin la mise en place d'une coalition "coquelicot", soit un gouvernement minoritaire composé en partie de personnalités issues de la société civile. Cette proposition, soutenue par le PS, est cependant assez vite critiquée par les trois autres partis, jugeant qu'un gouvernement minoritaire serait bien trop instable ; le cdH, en particulier, refuse de donner un soutien sans participation à un tel gouvernement, soutien pourtant espéré par Ecolo. La définition de la "société civile" évoquée par Jean-Marc Nollet fait également débat tant le terme reste vague.
Malgré le refus annoncé des trois autres partis de soutenir un gouvernement "coquelicot", le PS et Ecolo commencent leurs négociations le 24 juin. Après plusieurs jours de négociations, durant lesquels les socialistes et les écologistes ont rencontré plus d'une centaine de personnalités de la société civile, une note "coquelicot" est présentée aux trois autres partis  qui la rejettent aussitôt,,, rendant impossible la mise en place d'un gouvernement minoritaire PS-Ecolo.

### Vers une coalition arc-en-ciel
Le rejet de la note "coquelicot" force le PS et Ecolo à accepter la participation du MR aux négociations. Les négociations entre les trois partis commencent dès le 11 juillet et les discussions se basent sur la note "coquelicot" à laquelle les libéraux amèneront leurs idées. 
L'entrée des libéraux dans les négociations wallonnes et de la Communauté française pousse ces derniers à demander leur entrée dans la majorité du futur gouvernement bruxellois Vervoort III afin, selon eux, d'assurer une cohérence politique chez les francophones. Cela sera cependant refusé par les Bruxellois (ces derniers privilégiant DéFI au MR) dont les négociations sont sur le point d'aboutir, non sans entraîner des tensions au sein de la future majorité bruxelloise. 
Après deux mois de négociations, les discussions s'achèvent le 9 septembre. Le programme du nouveau gouvernement PS-MR-Ecolo est présenté à la presse dans l'après-midi. La participation au gouvernement est validé par les militants des trois partis le 12 septembre. Un certain suspens était cependant de mise quant à la décision des militants d'Ecolo, ces derniers étant plutôt inquiets à l'idée de rentrer dans un gouvernement avec les libéraux et dans lequel les écologistes ne sont pas nécessaires. La composition du nouveau gouvernement est peu à peu dévoilée dans le courant de la nuit. Pierre-Yves Jeholet est nommé ministre-président de la Communauté française ; ce choix a surpris, Jeholet ayant déclaré par le passé être favorable à la suppression de la Communauté française. 
Le nouveau gouvernement prête serment le 17 septembre.  

## Historique

### Pandémie de coronavirus
En mars 2020, la Belgique est touchée par la pandémie de coronavirus de 2019-2020. Le 12 mars, le gouvernement fédéral annonce qu'une phase de gestion fédérale de crise est mise en place (pour la première fois depuis les attentats de Bruxelles de 2016) ; parmi les mesures annoncées, on trouve l'annulation des activités récréatives, culturelles, folkloriques privées ou publiques ainsi que la fermeture des écoles à partir du lundi 16 mars. Caroline Désir, la ministre de l'Enseignement, confirme la fermeture des écoles en Fédération Wallonie-Bruxelles dès le lundi 16 mars jusqu'au 3 avril ; un service d'accueil des enfants ne pouvant être gardés par leurs parents sera cependant mis en place par les écoles. Les universités francophones ont quant à elles décidé d'elles-mêmes le 12 mars de privilégier l'enseignement à distance et d'annuler les cours physiques. Valérie Glatigny, ministre de l'Enseignement supérieur, annonce le 14 mars que tous les établissements supérieurs doivent fermer jusqu'au 3 avril, mais sont largement encouragés à enseigner à distance.  
Le 17 mars, le Parlement de la Communauté française vote les pouvoirs spéciaux au gouvernement pour une durée de six mois maximum ; tous les partis ont voté les pouvoirs spéciaux à l'exception du PTB qui s'est abstenu.  
Le 19 mars, le gouvernement annonce débloquer 50 millions d'euros pour aider la culture, la jeunesse, la justice, la santé l'administration à faire face à la pandémie.   
Le 23 mars, Valérie Glatigny annonce que l'enseignement universitaire continuera de se faire à distance jusqu'à la fin du quadrimestre. Le 25 mars, Caroline Désir écarte la possibilité de prolonger les cours durant les vacances d'été afin de rattraper le retard accumulé pendant la période de confinement ; le ministre-président Pierre-Yves Jeholet affirme cependant plus tard dans la journée que cette possibilité n'est pas encore mise de côté.     

## Compositions
Frédéric Daerden, Bénédicte Linard, Valérie Glatigny et Caroline Désir occupent leur première fonction ministérielle, faisant de Pierre-Yves Jeholet la seule personne du gouvernement à avoir déjà été ministre par le passé. 
| Gouvernement Jeholet – 17 septembre 2019 – 6 juillet 2023 | Gouvernement Jeholet – 17 septembre 2019 – 6 juillet 2023 | Gouvernement Jeholet – 17 septembre 2019 – 6 juillet 2023 | Gouvernement Jeholet – 17 septembre 2019 – 6 juillet 2023 |
| Portefeuille | Titulaire                                                 | Titulaire                                                 | Parti                                                     |
| --- | --------------------------------------------------------- | --------------------------------------------------------- | --------------------------------------------------------- |
| Ministre-président | Pierre-Yves Jeholet                                       |                                                           | MR                                                        |
| Vice-président Ministre du Budget, de la Fonction publique, de l'Égalité des chances et de la tutelle sur Wallonie-Bruxelles Enseignement                                                                                 | Frédéric Daerden                                          |                                                           | PS                                                        |
| Vice-présidente Ministre de l'Enfance, de la Santé, de la Culture, des Médias et des Droits des femmes | Bénédicte Linard                                          |                                                           | Ecolo                                                     |
| Ministre de l'Enseignement supérieur, de l'Enseignement de la Promotion sociale, des Hôpitaux universitaires, de l'Aide à la jeunesse, des Maisons de Justice, de la Jeunesse, des Sports et de la Promotion de Bruxelles | Valérie Glatigny                                          |                                                           | MR                                                        |
| Ministre de l'Éducation | Caroline Désir                                            |                                                           | PS                                                        |

Un remaniement survient le 6 juillet 2023 lorsque Valérie Glatigny annonce sa démission pour des raisons médicales. Elle est remplacée le 7 juillet 2023 par Françoise Bertieaux qui reprend ses compétences, à l'exception du Sport et de la Promotion sociale, qui reviennent désormais à Pierre-Yves Jeholet. La nouvelle composition est comme suit :
| Gouvernement Jeholet – 7 juillet 2023 – 16 juillet 2024 | Gouvernement Jeholet – 7 juillet 2023 – 16 juillet 2024 | Gouvernement Jeholet – 7 juillet 2023 – 16 juillet 2024 | Gouvernement Jeholet – 7 juillet 2023 – 16 juillet 2024 |
| Portefeuille | Titulaire                                               | Titulaire                                               | Parti                                                   |
| --- | ------------------------------------------------------- | ------------------------------------------------------- | ------------------------------------------------------- |
| Ministre-président, également chargé du Sport et de l'Enseignement de la Promotion sociale                                                                         | Pierre-Yves Jeholet                                     |                                                         | MR                                                      |
| Vice-président Ministre du Budget, de la Fonction publique, de l'Égalité des chances et de la tutelle sur Wallonie-Bruxelles Enseignement                          | Frédéric Daerden                                        |                                                         | PS                                                      |
| Vice-présidente Ministre de l'Enfance, de la Santé, de la Culture, des Médias et des Droits des femmes                                                             | Bénédicte Linard                                        |                                                         | Ecolo                                                   |
| Ministre de l'Enseignement supérieur, des Hôpitaux universitaires, de l'Aide à la jeunesse, des Maisons de Justice, de la Jeunesse et de la Promotion de Bruxelles | Françoise Bertieaux                                     |                                                         | MR                                                      |
| Ministre de l'Éducation | Caroline Désir                                          |                                                         | PS                                                      |